# Libertador de Venezuela

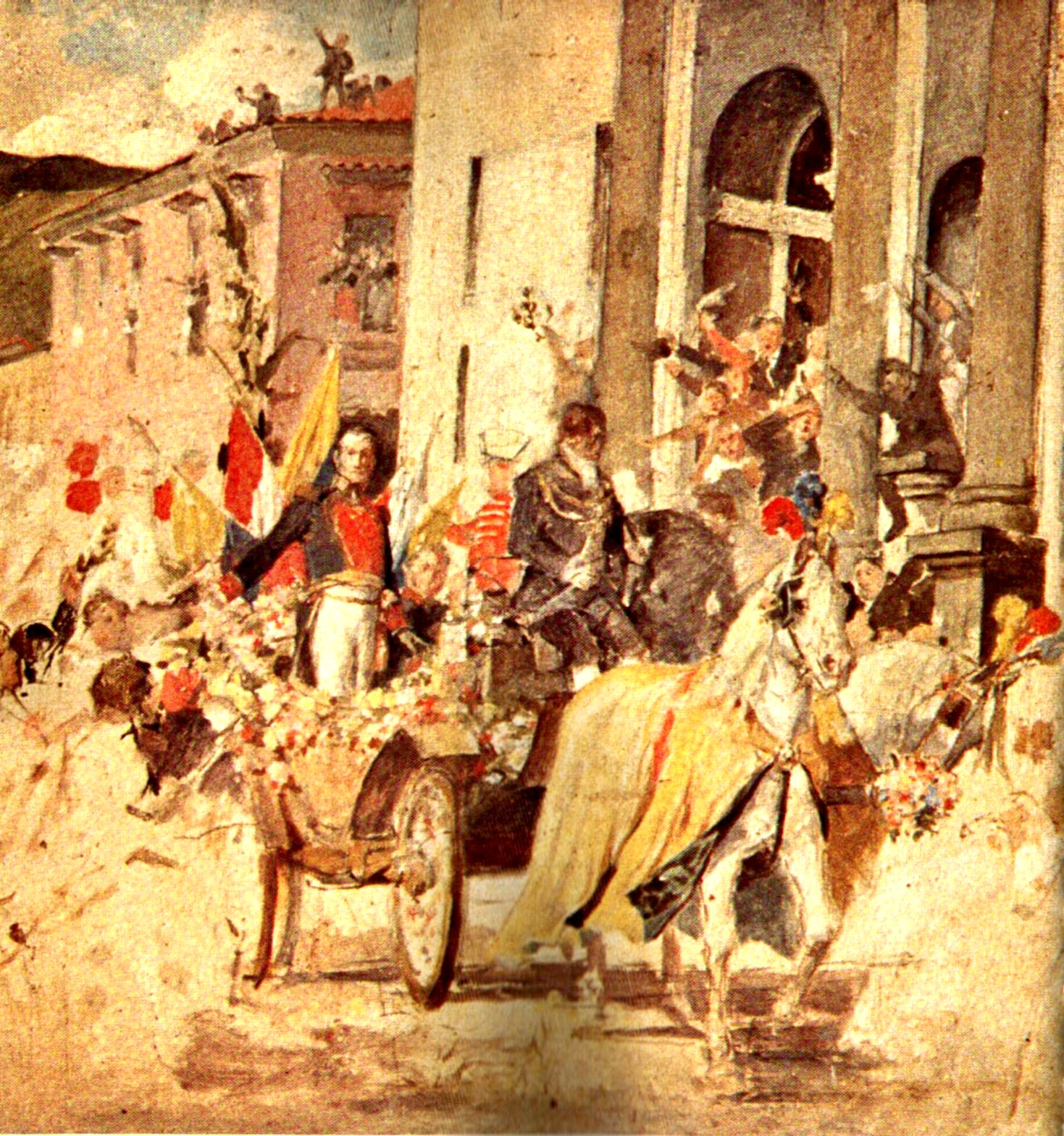
Llegada de Simón Bolívar al templo de San Francisco en 1813.

Libertador de Venezuela es un título honorífico otorgado por la Municipalidad de Caracas el 14 de octubre de 1813 a Simón Bolívar, quien en la Campaña Admirable partió de Cúcuta, en el virreinato de Nueva Granada (hoy Colombia), y llegó a Caracas el 6 de agosto de 1813, liberando así el occidente de Venezuela del dominio español.
Bolívar siempre sintió mucho aprecio por este título. Pocos días después de recibirlo escribió:

«Libertador de Venezuela: el título más glorioso y satisfactorio para mí que el cetro de todos los imperios de la Tierra...»

El Congreso venezolano (que no se había reunido desde 1812), reunido en Angostura (hoy Ciudad Bolívar) en 1819 ratificó la decisión de la Municipalidad de Caracas. Para el pueblo de Venezuela es el Padre de la Patria.